# 尹 (西周)
尹（いん）は、西周の諸侯国。爵位は公爵。国君は姞姓。建国者は尹佚。

## 歴代君主
- 尹佚（中国語版）
- 尹吉甫
- 武公（中国語版）
- 尹言多（中国語版）
- 文公（中国語版）

以降不明